# تضعیف‌کننده نوری

تضعیف‌کننده نوری متغیر

تضعیف‌کننده نوری ، یا تضعیف‌کننده فیبر نوری، وسیله ای است که برای کاهش سطح توان سیگنال نوری، چه در فضای آزاد و چه در فیبر نوری استفاده می شود. انواع اصلی تضعیف‌کننده های نوری شامل ثابت، متغیر گام‌به‌گام و متغیر پیوسته هستند.

## کاربردها
هدف استفاده از تضعیف‌کننده‌های نوری در ارتباطات فیبر نوری را می‌توان نصب دائمی برای مطابقت سطوح فرستنده و گیرنده، یا افزودن موقت جهت آزمایش حاشیه‌های سطح توان در زمان کالیبره‌کردن سیگنال در نظر گرفت. خمش های تند در زمان نصب، فیبرهای نوری را تحت فشار قرار می‌دهد و می‌تواند باعث تلفات شود. اگر سیگنال دریافتی بیش از حد قوی باشد، یک راه حل موقت این است که کابل را دور یک استوانه (حتی مداد) بپیچید تا زمانی که سطح مورد نظر تضعیف به دست آید.  با این حال، چنین ترتیباتی غیرقابل اعتماد هستند، زیرا احتمال شکستگی در فیبرهای تحت تنش به مرور زمان افزایش می‌یابد. به طور کلی، سیستم های چند حالته نیازی به تضعیف‌کننده ندارند، زیرا توان خروجی آنها  به ندرت برای اشباع گیرنده ها کافی خواهد بود. در عوض، سیستم‌های تک‌حالته، به‌ویژه پیوندهای دوربرد شبکه DWDM ، اغلب نیاز به استفاده از تضعیف‌کننده‌های فیبر نوری برای تنظیم توان نوری در طول انتقال دارند.

## اصول کارکردی
کاهش توان معمولاً با روش هایی از جمله جذب، بازتاب، انتشار، پراکندگی، انحراف، پراش و پراکندگی و غیره انجام می شود. تضعیف‌کننده های نوری معمولاً با جذب نور کار می کنند، مانند عینک آفتابی که انرژی نور اضافی را جذب می کند.این ابزارها معمولاً دارای یک محدوده طول موج کاری هستند که در آن تمام انرژی نور را به طور مساوی جذب می کنند. تضعیف‌کننده نباید نور را منعکس کنند یا نور را در شکاف هوا پراکنده کنند، زیرا این عمل می‌تواند باعث انعکاس ناخواسته در فیبر شود. نوع دیگری از تضعیف‌کننده، با عبور نور از یک فیبر نوری با تلفات بالا سطح توان سیگنال خروجی را کاهش می‌دهد. 

## انواع
تضعیف‌کننده های نوری می‌توانند اشکال مختلفی داشته باشند و معمولاً به عنوان تضعیف‌کننده های ثابت یا متغیر طبقه بندی می شوند. علاوه بر این، آنها را می‌توان با توجه به نوع کانکتورها نیز طبقه بندی کرد؛ مانندLC، SC، ST، FC MU، E2000 و غیره . 

### تضعیف‌کننده های ثابت
تضعیف‌کننده های نوری ثابت مورد استفاده در سیستم های فیبر نوری ممکن است از اصول مختلفی برای عملکرد خود استفاده کنند. تضعیف‌کننده‌های پرکاربرد از الیاف ناخالص، یا از برش/اتصال ناهموار استفاده می‌کنند زیرا هر دو روش قابل اعتماد و ارزان هستند. تضعیف‌کننده های درونی در کابل های پچ شده تعبیه می‌شوند. روش دیگر استفاده از تضعیف‌کننده خارجی است. این تضعیف‌کننده مشتکل از یک مبدل کوچک نر-ماده است و به راحتی به انتهای کابل متصل می‌شود. 
برخی دیگر تضعیف‌کننده ها که پر کاربرد نیستند،  اغلب از روش افت شکاف استفاده می کنند. برخی دیگر نیز با استفاده از اصول بازتابش ساخته می شوند. چنین محصولاتی می‌توانند به موارد زیر حساس باشند: توزیع مودال ، طول موج، آلودگی، ارتعاش، دما، آسیب‌های ناشی از نوسانات برق. این محصولات ممکن است باعث انعکاس برگشتی یا پراکندگی سیگنال شوند.

### تضعیف‌کننده های حلقه برگشتی
کاربرد تضعیف‌کننده فیبر نوری حلقه برگشتی در آزمایش، مهندسی و مراحل سوزاندن (ساخت و تولید) بردها  یا سایر تجهیزات خواهد بود. این محصولات برای کاربرد های تک‌حالته به شکل های SC/UPC، SC/APC، LC/UPC، LC/APC، MTRJ، MPO تولید می شوند.

### تضعیف‌کننده های متغیر داخلی
تضعیف‌کننده های نوری متغیر داخلی ممکن است به صورت دستی یا الکتریکی کنترل شوند. نوع دستی برای راه اندازی یکباره یک سیستم مفید است و تقریباً معادل یک تضعیف‌کننده ثابت است و ممکن است "تضعیف‌کننده قابل تنظیم" نامیده شود. در مقابل، یک تضعیف‌کننده کنترل شونده الکتریکی می‌تواند بهینه سازی توان تطبیقی را انجام دهد.
از ویژگی های برتر دستگاه های کنترل شونده الکتریکی، می‌توان سرعت پاسخ و جلوگیری از تخریب سیگنال ارسالی نام برد. محدوده دینامیکی این وسایل معمولاً محدود است. در سیستم‌های قابل تنظیم پویا، سرعت پاسخ‌دهی انی وسایل یک مسئله مهم به حساب می آید، زیرا تأخیر یک میلیونیم ثانیه می‌تواند منجر به از دست رفتن مقادیر زیادی از داده‌های ارسالی شود. فناوری‌های معمولی که برای پاسخ‌دهی با سرعت بالا به کار می‌روند شامل تضعیف‌کننده متغیر کریستال مایع (به انگلیسی: LCVA) یا دستگاه‌های لیتیوم نیوبات است. دسته ای از تضعیف‌کننده های داخلی وجود دارند که از نظر فنی تفاوت ظاهری با تضعیف‌کننده های آزمایشی ندارد، به جز اینکه به منظور نصب در قفسه طراحی شده اند و نمایشگری برای آزمایش ندارند.

### تضعیف‌کننده های آزمایش نوری متغیر
تضعیف‌کننده های آزمایش نوری متغیر معمولاً از فیلتر چگالی خنثی متغیر استفاده می کنند. علیرغم هزینه نسبتاً بالا، این چیدمان دارای مزایای پایدار، غیر حساس بودن به طول موج، غیر حساس بودن به حالت و ارائه محدوده دینامیکی بزرگ است. طرح و روش های دیگری مانند LCD، شکاف هوای متغیر و غیره در طول سال‌ها آزمایش شده‌اند، اما موفقیت چندانی مگر محدو نداشته اند.
این تجهیزات نمی‌توانند به صورت دستی یا موتوری کنترل شوند. کنترل موتوری مزیت بهره‌وری متمایزی برای کاربران دارد، زیرا توالی‌های آزمایشی رایج می‌توانند به طور خودکار اجرا شوند.
کالیبراسیون ابزار تضعیف‌کننده یک مسئله بسیار مهم تلقی می شود.  کالیبراسیون معمولاً باید در طول موج و سطوح توان متفاوت انجام شود زیرا دستگاه ها همیشه خطی عمل نمی کنند. با این حال در تلاش برای کاهش هزینه، ابزارهای کالیبراسونی وجود دارد که این ویژگی اساسی را ارائه نمی‌دهند. دقیق ترین ابزارهای تضعیف متغیر دارای هزاران نقطه کالیبراسیون هستند که در نتیجه دقت کلی بسیار خوبی را به تضعیف‌کننده می‌دهند.

## آزمایش خودکار
توالی های آزمایشی که از تضعیف‌کننده های متغیر استفاده می کنند کار بسیار زمان بری است. بنابراین، خودکار سازی این کار مفیدخواهد بود. دو نوع دستگاه نیمه‌خودکار و دستی در بازار وجوددارد که این وظیفه را برای کاربر انجام می‌دهند.